# Квартира-музей семьи Ульяновых
Квартира-музей семьи Ульяновых — ленинский музей, расположенный в городе Ульяновск, на площади Ленина, дом 1 в. С 1960 года — объект культурного наследия федерального значения.

## Описание музея
Квартира-музей семьи Ульяновых является частью комплекса музеев Ульяновского музея-мемориала В. И. Ленина. 
Квартира-музей семьи Ульяновых — мемориально-бытовой музей, он воссоздаёт бытовую обстановку семьи Ульяновых. Интерьер дома, в том числе подлинные вещи, детали быта — всё это помогает яснее понять влияние, оказанное семьёй на формирование личности Ленина как человека и революционера.

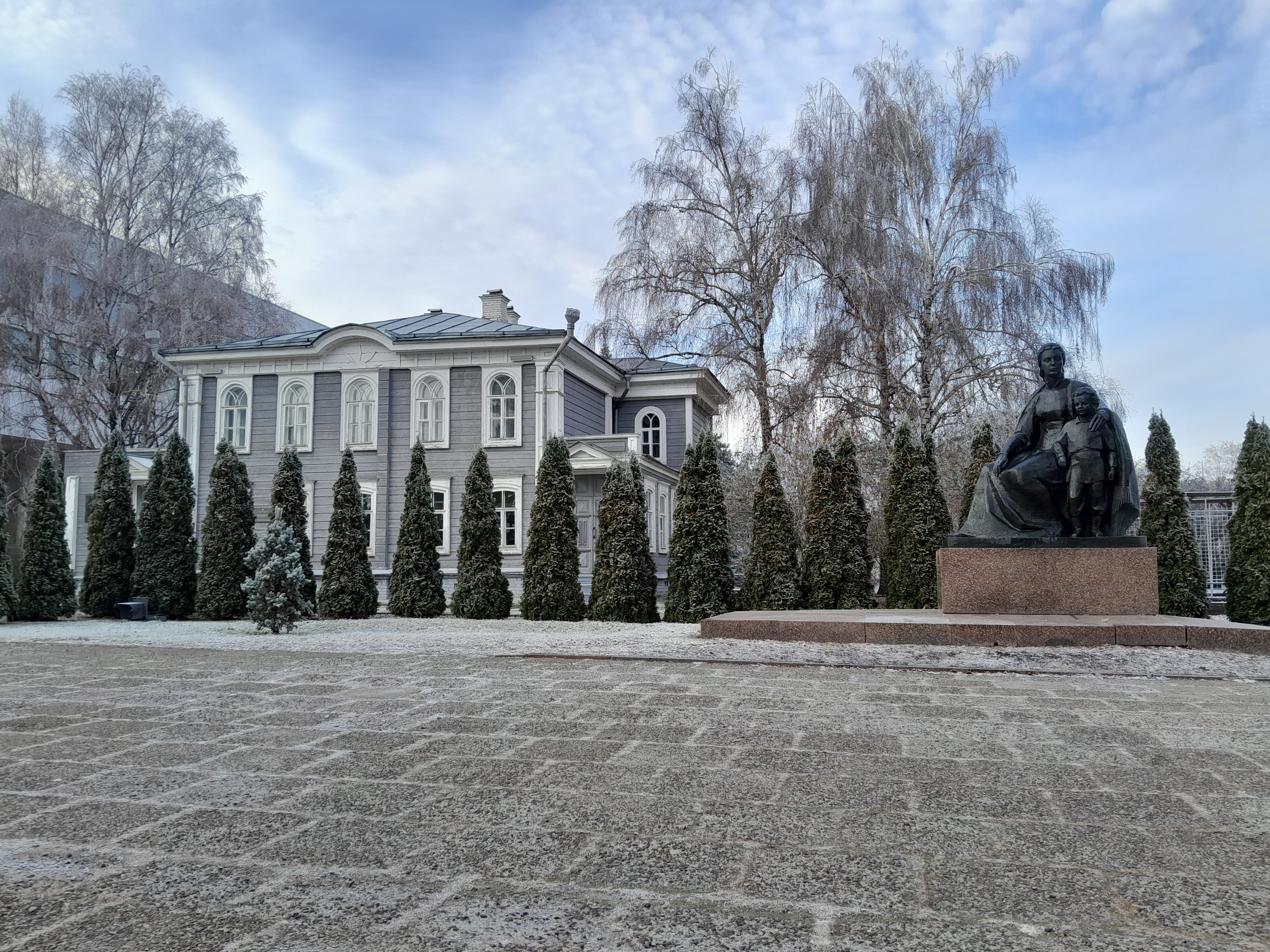
Квартира-музей и памятник М. А. Ульянова с сыном Володей.

В экспозициях Квартиры-музея семьи Ульяновых представлены подлинные документы, ксерокопии, фотографии, книги.

## История

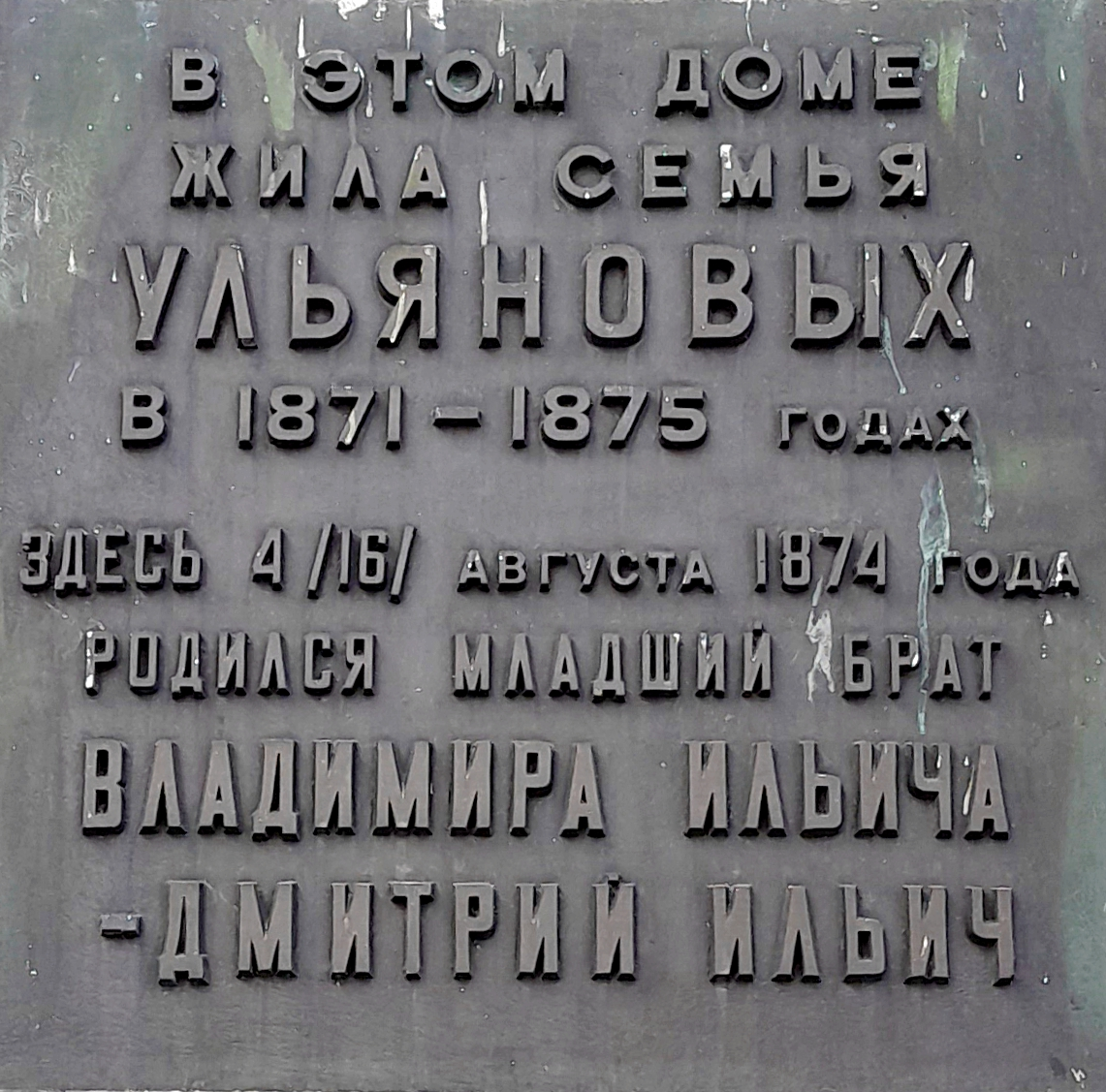
Мемориальная доска на Квартире-музее.

Двухэтажный деревянный дом на каменном фундаменте и антресолью под самой крышей был построен во второй половине 1860-х гг., после крупнейшего Симбирского пожара 1864 года. Тогда на Стрелецкой улице (с 1918 г. — улица Ульянова), длиной около 500 метров, было всего 7 домов. В сентябре 1869 г., во флигеле домовладения Александры Прибыловской, поселилась семья Ульяновых, прибывшая из Нижнего Новгорода. Через полгода семья перебралась на второй этаж основного двухэтажного хозяйского дома. Квартира Дарьи Фёдоровны Жарковой, симбирской мещанки, стала третьим жильём Ульяновых в Симбирске. Они жили на втором этаже с 1871 по 1875 годы. Съёмная квартира состояла из трёх комнат и кухни. Здесь прошло раннее детство Владимира Ульянова, тут же готовились к поступлению в гимназии Анна и Александр. В этом доме 4 (16) августа 1874 г. у Ульяновых родился сын Дмитрий.
В пору революционных событий 1917 года в бывшем доме Жарковой, где когда-то жили Ульяновы, поселился симбирский вице-губернатор, гвардии полковник Кульнев Леонид Иванович.
В 1932 году в бывшем доме Жарковой был организован Детдом № 6 для глухонемых детей, которые здесь размещались до 1955 года, а затем были переведены в Ивановский детский дом.
С августа 1941 по июль 1942 года в этом доме в эвакуации жили: Ульянов Дмитрий Ильич с семьёй и председатель Центральной ревизионной комиссии ВКП(б) Владимирский Михаил Фёдорович с семьёй.
25 июля 1957 года было принято решение Ульяновского облисполкома о передаче капитально восстановленного здания дома № 21 по ул. Ульянова, где проживала семья Ульяновых с 1871 по 1875 гг., для размещения Ульяновской областной детской библиотеки имени В. Ленина, которая здесь находилась до апреля 1967 года, до строительства Ленинского мемориала.
Постановлением Совета Министров РСФСР от 30.08.1960 г. № 1327 «О дальнейшем улучшении дела охраны памятников культуры в РСФСР», Дом, в котором жила семья Ульяновых в 1871—1875 гг. (Дом, в котором жил Ленин Владимир Ильич с 1870 по 1875 гг.), получил статус объект культурного наследия города Ульяновска федерального значения.
При строительстве Ленинского мемориала деревянный дом Жарковой был передвинут по красной линии улицы на север с помощью инженерных средств и установлен на новом фундаменте. К марту 1970 года были завершены все внешние и внутренние работы, а 16 апреля 1970 года состоялось торжественное открытие Ленинского мемориала, которое возглавлял Генеральный секретарь ЦК КПСС Леонид Ильич Брежнев.

## Галерея

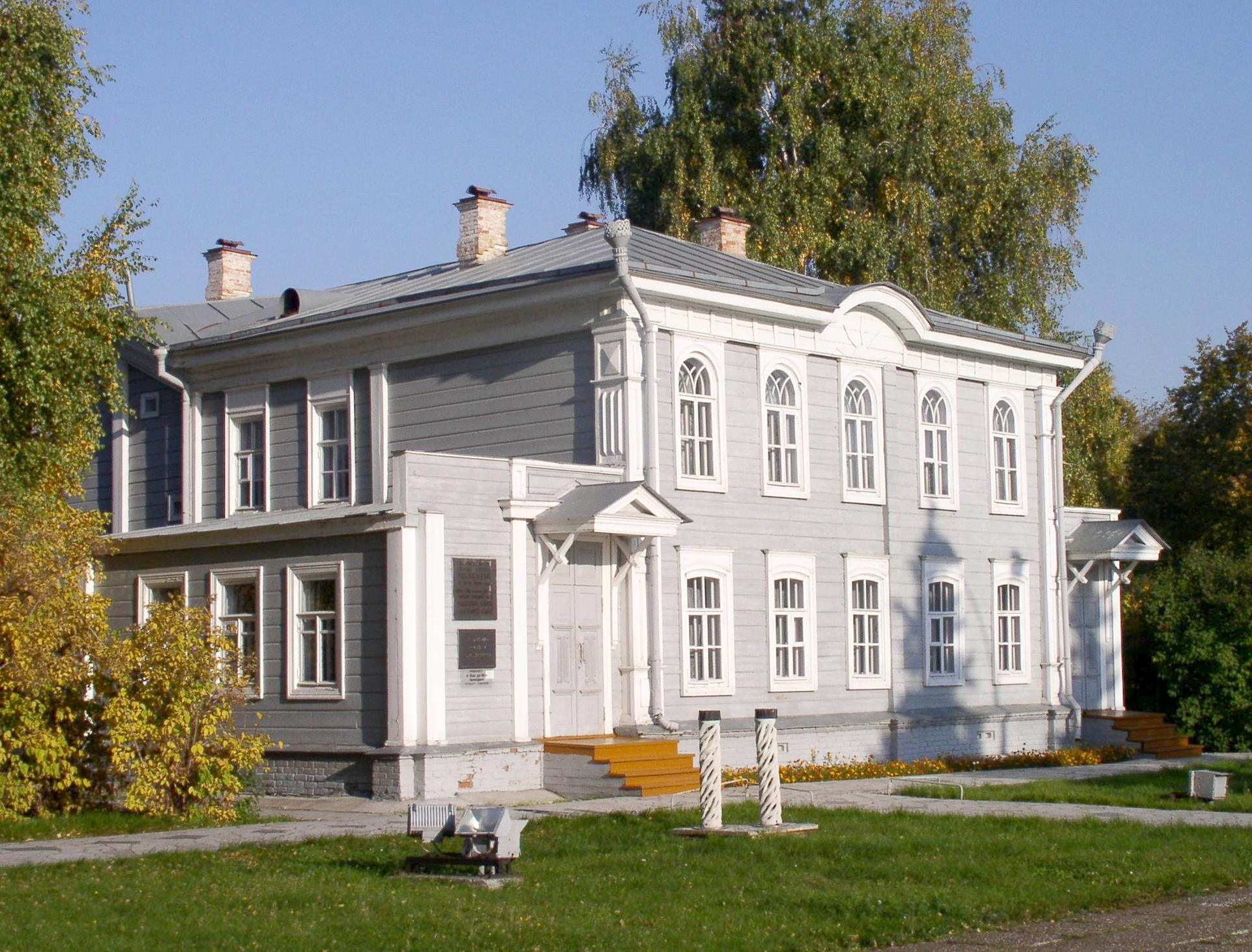
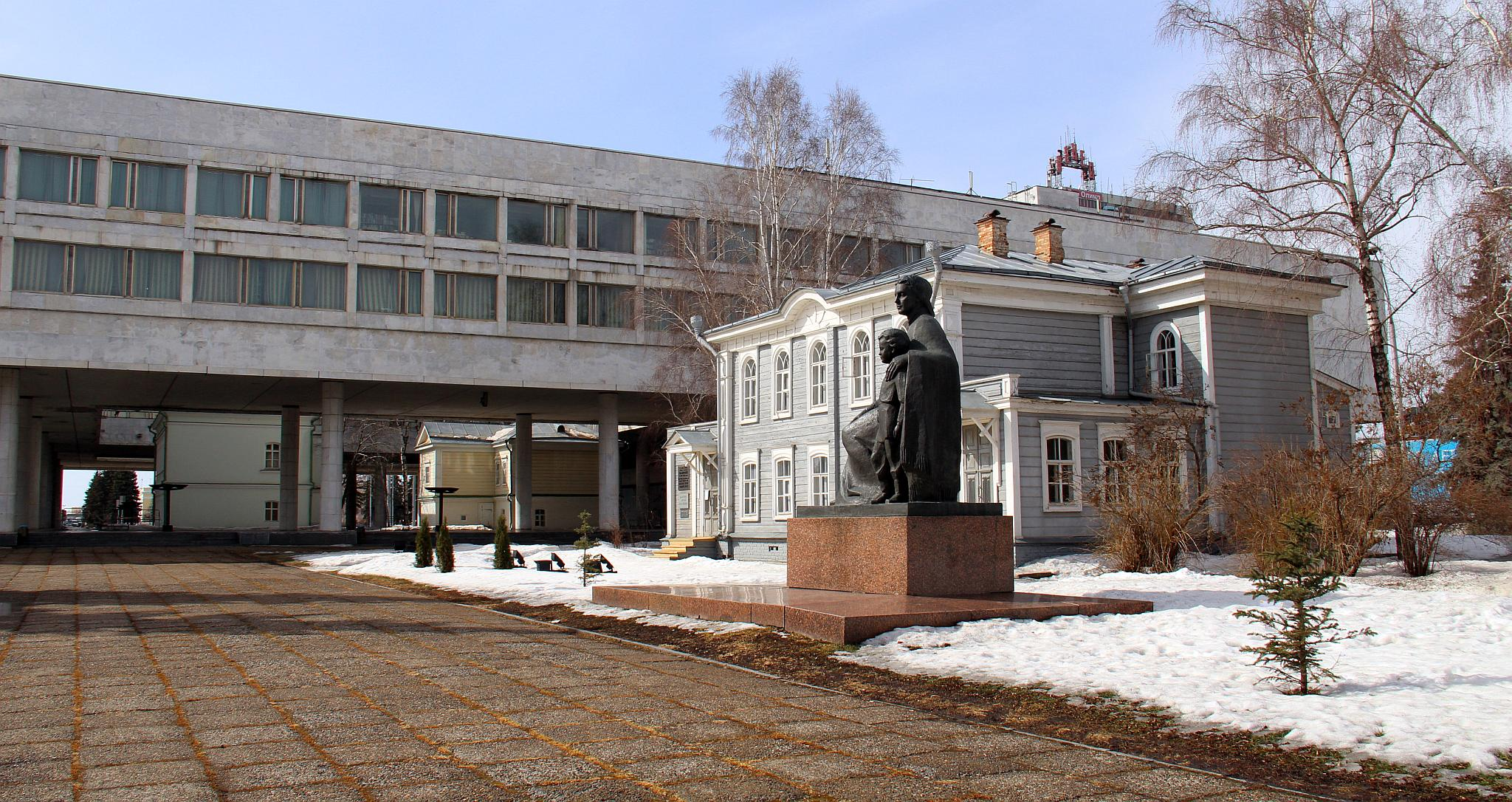
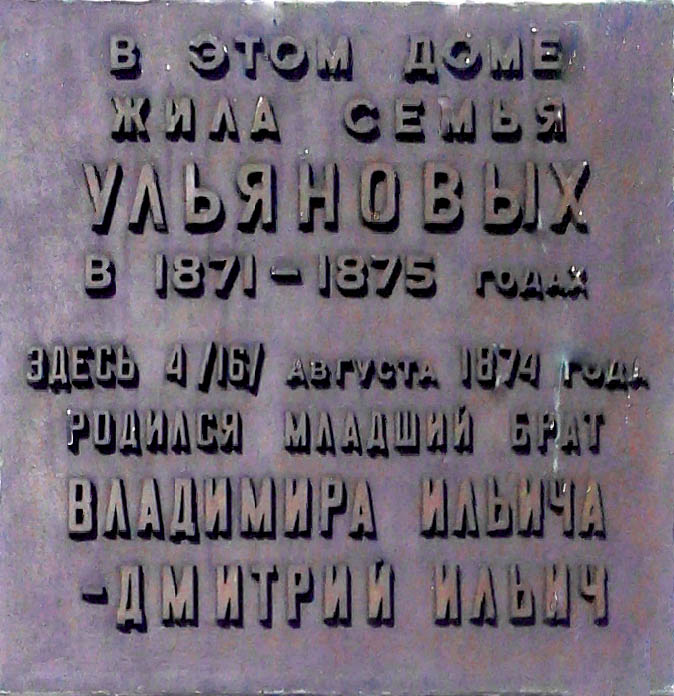
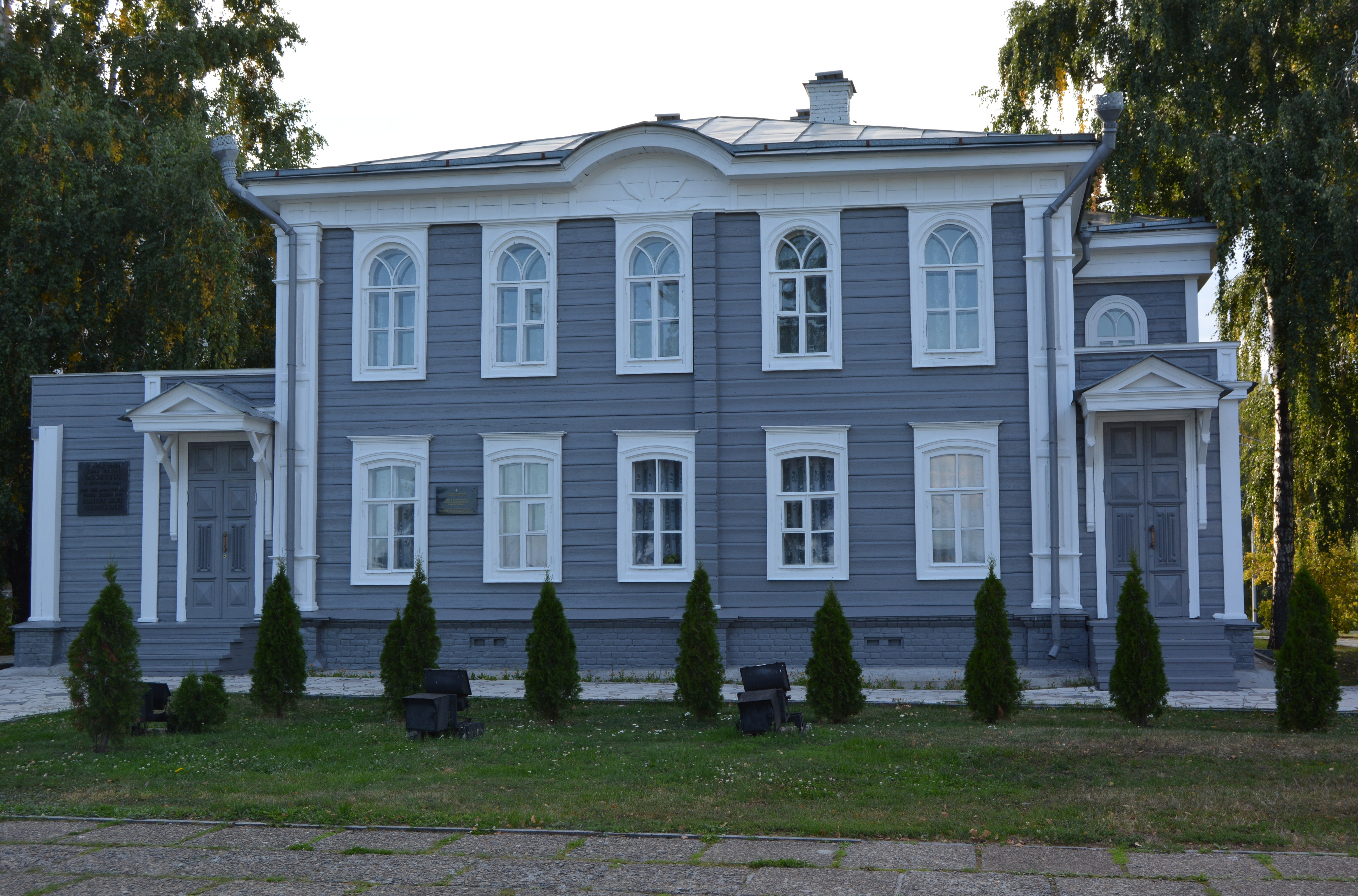
Усадьба Жарковой, дом, в котором жила семья Ульяновых в 1871-1875 гг.

## Музей в филателии

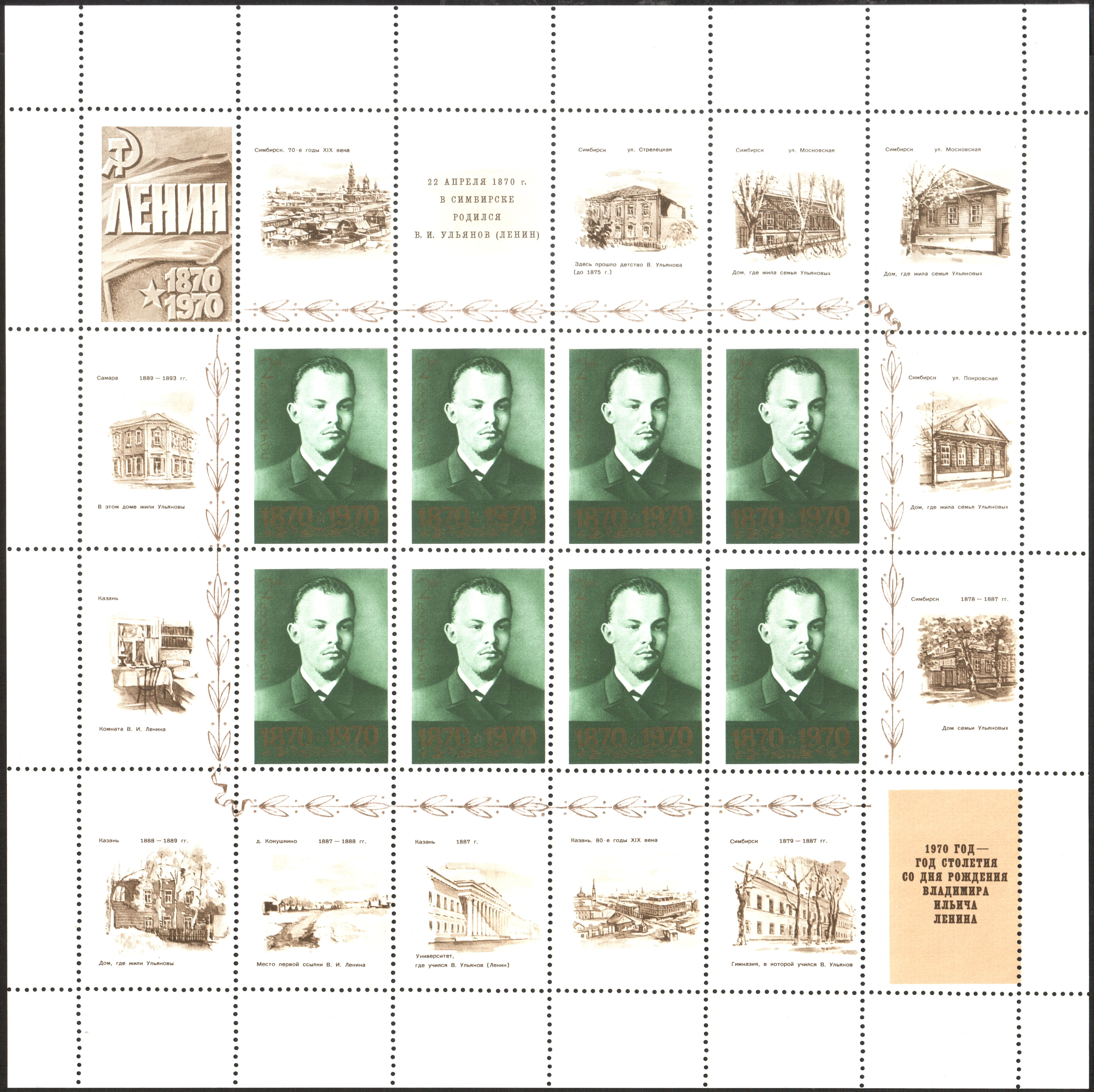
Малый лист. Почта СССР, 1970 г. На одном из купонов — Квартира-музей семьи Ульяновых.
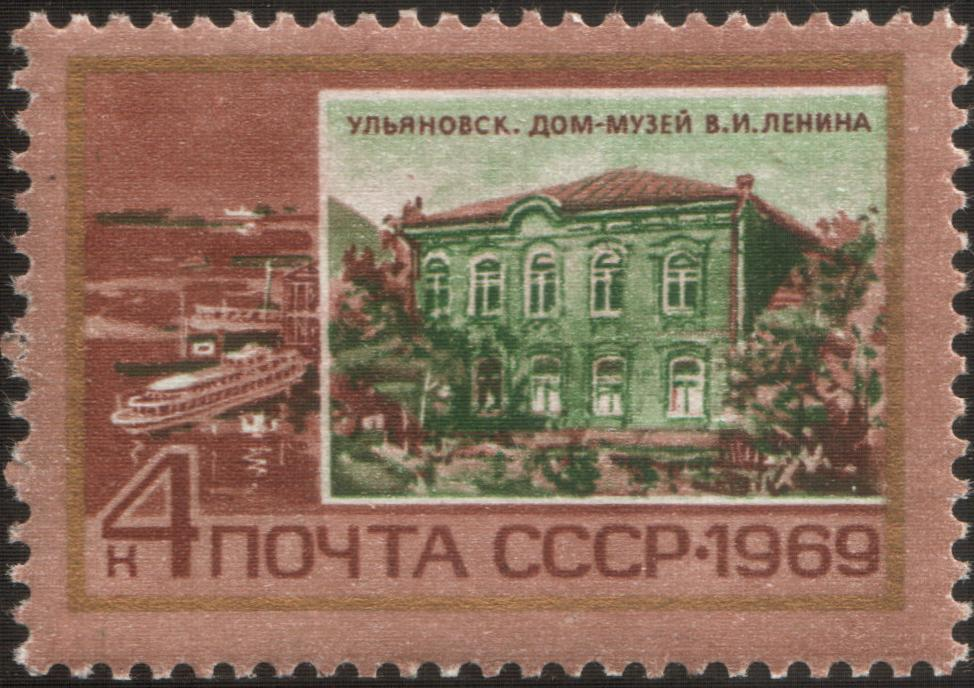
Марка СССР, 1969 г. № 3735 ЦФА. Ульяновск. Дом, где Ленин жил в детстве.
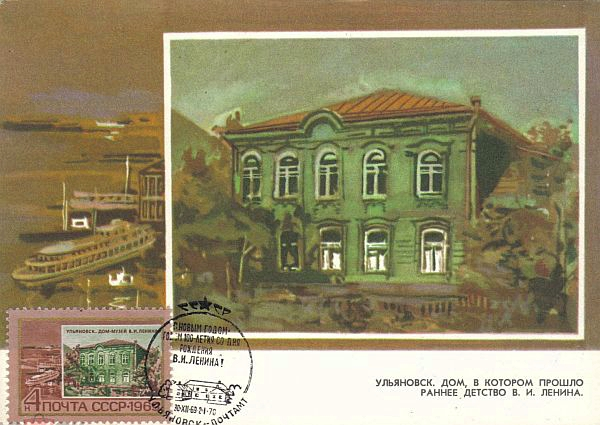
Картмаксимум к 100-летию со дня рождения В. И. Ленина (30.12.1969).
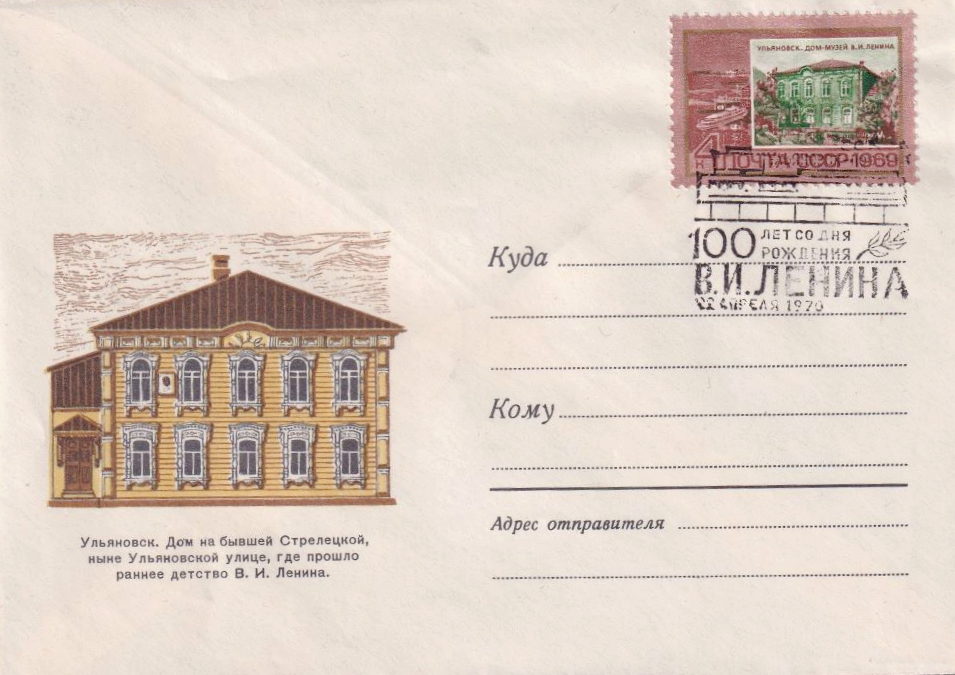
ХМК СССР, 1970 г. Ульяновск, Дом, где прошло детство В. Ленина. СГ- «100 лет со дня рождения Ленина».
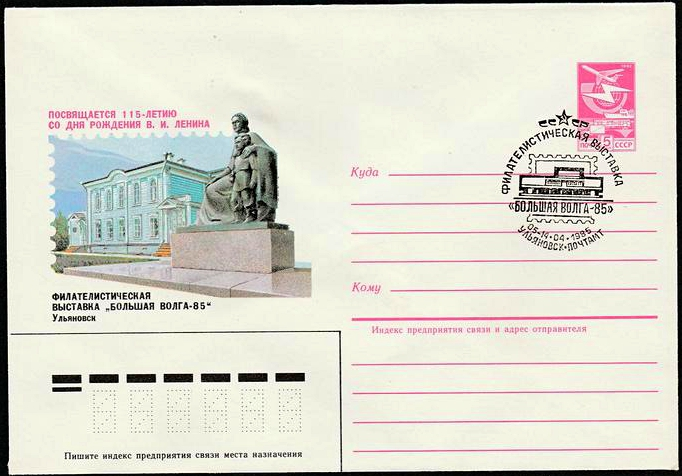
ХМК со спецгашением. Филвыставка "Большая Волга-85". Ульяновск.
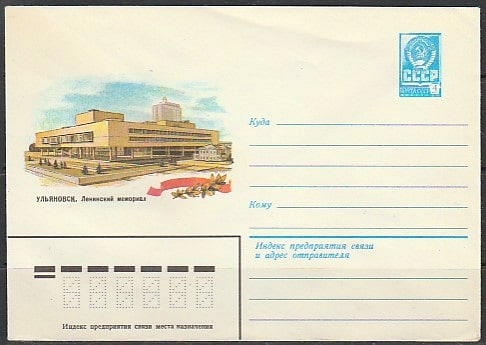
ХМК СССР, 1981. г. Ульяновск. Ленинский мемориал.